# Carter Woods
Carter Woods (* 21. Dezember 2001 in Nanaimo, British Columbia) ist ein kanadischer Mountainbiker, der im Cross-Country aktiv ist.

## Sportlicher Werdegang
Woods wuchs in Nanaimo und Cumberland auf Vancouver Island auf. Mountainbiken diente ihm zunächst als Freizeitbeschäftigung, um die dortige Natur zu erkunden. Im Alter von 15 fuhr er sein erstes Rennen. Als Junior gewann er kanadische Meistertitel im olympischen Cross-Country (XCO) und im Cyclocross; bei den Panamerika-Meisterschaften im Cyclocross wurde er 2018 Dritter. Anschließend konzentrierte er sich aufs Mountainbikefahren.
In den nächsten Jahren war er einer der weltbesten Nachwuchsfahrer – im U23-Weltcup holte er von 2021 bis 2023 sechs Siege und war in der Gesamtwertung jeweils unter den besten vier. Bei Welt- und Kontinentalmeisterschaften konnte er jedoch keine Top-10-Resultate verbuchen. 2023 fuhr er bei den kanadischen Meisterschaften in der Elite mit und verbuchte einen Doppelsieg im XCO und im Shorttrack (XCC).

## Erfolge
2018
 Kanadischer Meister – XCO (Junioren)
 Kanadischer Meister – Cyclocross (Junioren)
 Panamerika-Meisterschaften – Cyclocross (Junioren)
2019
 Kanadischer Meister – XCO (Junioren)
2021
zwei Weltcup-Siege (U23)
2022
 Kanadischer Meister – XCO (U23)
ein Weltcup-Sieg (U23)
2023
 Kanadischer Meister – XCO, XCC
 Panamerika-Meister – Staffel
drei Weltcup-Siege (U23)